# Premier League de Escocia 2003-04
La temporada 2003-04 fue la 107.ª edición del Campeonato escocés de fútbol y la 6.ª edición como Premier League de Escocia, la división más importante del fútbol escocés. La competencia comenzó el 8 de agosto de 2003 y concluyó con la conquista del Celtic Glasgow de su 39.º título de liga.

## Tabla de posiciones
| Pos | Equipo               | PJ | PG | PE | PP | GF  | GC | GA  | Pts |
| --- | -------------------- | -- | -- | -- | -- | --- | -- | --- | --- |
| 1.  | Celtic Glasgow       | 38 | 31 | 5  | 2  | 105 | 25 | +80 | 98  |
| 2.  | Rangers              | 38 | 25 | 6  | 7  | 76  | 33 | +43 | 81  |
| 3.  | Heart of Midlothian  | 38 | 19 | 11 | 8  | 56  | 40 | +16 | 68  |
| 4.  | Dunfermline Athletic | 38 | 14 | 11 | 13 | 45  | 52 | –7  | 53  |
| 5.  | Dundee United        | 38 | 13 | 10 | 15 | 47  | 60 | –13 | 49  |
| 6.  | Motherwell           | 38 | 12 | 10 | 16 | 42  | 49 | –7  | 46  |
|     |                      |    |    |    |    |     |    |     |     |
| 7.  | Dundee FC            | 38 | 12 | 10 | 16 | 48  | 57 | –9  | 46  |
| 8.  | Hibernian            | 38 | 11 | 11 | 16 | 41  | 60 | –19 | 44  |
| 9.  | Livingston           | 38 | 10 | 13 | 15 | 48  | 57 | –9  | 43  |
| 10. | Kilmarnock           | 38 | 12 | 6  | 20 | 51  | 74 | –23 | 42  |
| 11. | Aberdeen             | 38 | 9  | 7  | 22 | 39  | 63 | –24 | 34  |
| 12. | Partick Thistle      | 38 | 6  | 8  | 24 | 39  | 67 | –28 | 26  |

 PJ = Partidos jugados; PG = Partidos ganados; PE = Partidos empatados; PP = Partidos perdidos;
GF = Goles anotados; GC = Goles recibidos; DG = Diferencia de gol; PTS = Puntos
- (A) : Ascendido la temporada anterior.

|  | Campeón y clasificado a Liga de Campeones de la UEFA 2004-05. |
|  | Clasificado a Liga de Campeones de la UEFA 2004-05.           |
|  | Clasificado a Copa de la UEFA 2004-05.                        |
|  | Desciende a Primera División de Escocia.                      |

## Máximos Goleadores
| Jugador         | Club                 | Goles |
| --------------- | -------------------- | ----- |
| Henrik Larsson  | Celtic               | 30    |
| Chris Sutton    | Celtic               | 19    |
| Nacho Novo      | Dundee FC            | 19    |
| James Grady     | Partick Thistle      | 15    |
| Kris Boyd       | Kilmarnock           | 15    |
| Derek Riordan   | Hibernian            | 15    |
| Stevie Crawford | Dunfermline Athletic | 13    |
| Mark de Vries   | Heart of Midlothian  | 13    |
| Derek Lilley    | Livingston           | 12    |
| Shota Arveladze | Rangers              | 12    |
| David Clarkson  | Motherwell           | 11    |
| Alan Thompson   | Celtic               | 11    |

Source: SPL official website

## Primera División - First División
La Primera División 2003-04 fue ganada por el Inverness CT que accede a la máxima categoría por primera vez en su historia, Ayr United y Brechin City fueron relegados a la Segunda División.
| Pos | Equipo             | PJ | PG | PE | PP | GF | GC | GA  | Pts |
| --- | ------------------ | -- | -- | -- | -- | -- | -- | --- | --- |
| 1.  | Inverness CT       | 36 | 21 | 7  | 8  | 67 | 33 | 34  | 70  |
| 2.  | Clyde              | 36 | 20 | 9  | 7  | 64 | 40 | 24  | 69  |
| 3.  | St Johnstone       | 36 | 15 | 12 | 9  | 59 | 45 | 13  | 57  |
| 4.  | Falkirk            | 36 | 15 | 10 | 11 | 43 | 37 | 6   | 55  |
| 5.  | Queen of the South | 36 | 15 | 9  | 12 | 46 | 48 | -2  | 54  |
| 6.  | Ross County        | 36 | 12 | 13 | 11 | 49 | 41 | 8   | 49  |
| 7.  | Saint Mirren       | 36 | 9  | 14 | 13 | 39 | 46 | -7  | 41  |
| 8.  | Raith Rovers       | 36 | 8  | 10 | 18 | 37 | 57 | -20 | 34  |
| 9.  | Ayr United         | 36 | 6  | 13 | 17 | 37 | 58 | -21 | 31  |
| 10. | Brechin City       | 36 | 6  | 9  | 21 | 37 | 73 | -36 | 27  |